# Iglatjärnen, Hälsingland
Iglatjärnen är en sjö i sydöstra delen av Bollnäs kommun i Hälsingland och ingår i Ljusnans huvudavrinningsområde.
Tjärnen avvattnas genom Plågåsbäcken som vid byn Västansjö mynnar ut i Flugån. På södra sidan om tjärnen ansluter ett dike in i tjärnen,  efter detta dike ca 500 söder om tjärnen finns en vattendelare till  Skärjåns huvudavrinningsområde. Hälsingeleden passerar efter den norra stranden.

## Historia
Den har också fungerat som regleringsmagasin under tiderna när bl. a. sågning förekom nedströms i Plågåsbäcken.